# Dwunastu opatów z Challant
Dwunastu opatów z Challant (wł. I dodici abati di Challant) – debiutancka powieść historyczna Laury Mancinelli wydana w 1981 r. w Turynie przez wydawnictwo Einaudi. W roku wydania laureat do nagrody Mondello. Polski przekład wydano w 1991 r.
Historia rozgrywa się pod koniec XIII wieku w zamku położonym w górach Doliny Aosty.

## Tłumaczenie na język polski
- Dwunastu opatów z Challant / Tłumaczenie: Maciej A. Brzozowski, Wydawnictwo: Agencja Wydawnicza Petra, 1991, 160 p. ISBN 83-900039-6-1